# 가툰호

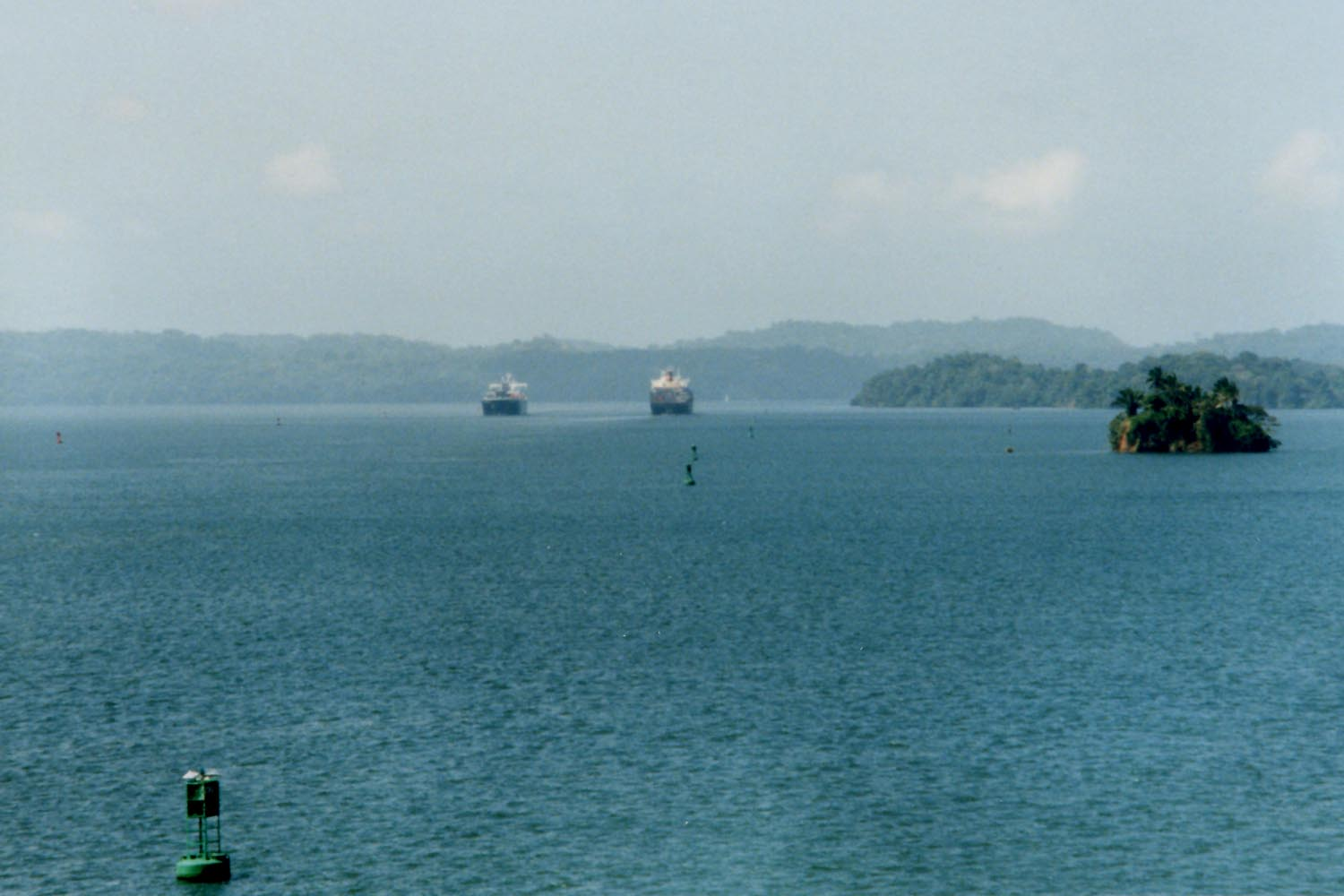
가툰호

가툰호(스페인어: Lago Gatún)는 파나마 콜론에 있는 인공호다. 해발 약 26 m (85 ft) 높이에 있는 이 호수는 파나마 운하의 주요 부분을 형성하여 파나마 지협을 가로질러 33 km (21 mi)의 선박을 운송한다. 이 호수는 1913년 6월 27일 가툰댐의 방류로 문이 닫혔을 때 만들어졌다. 낚시는 가툰호에서 가장 중요한 레크리에이션 활동 중 하나다. 비토종 공작농어는 1967년경에 우연히 발견되었다.